# Jean Baudrillard

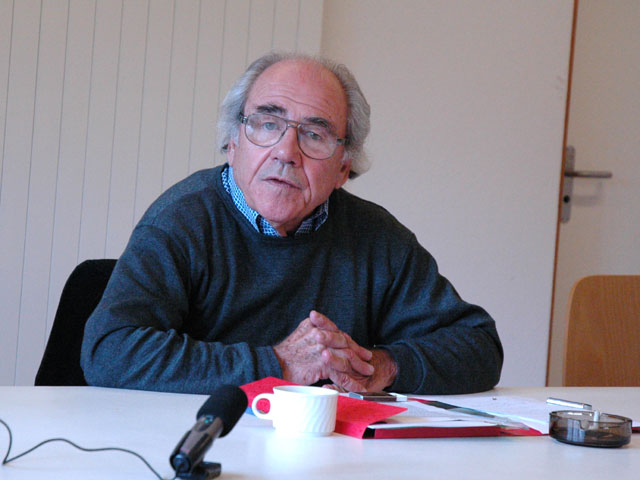
Jean Baudrillard (Juni 2004)

Jean Baudrillard (* 27. Juli 1929 in Reims; † 6. März 2007 in Paris) war ein französischer Medientheoretiker, Philosoph und Soziologe, der als Professor an der Université de Paris-IX Dauphine lehrte. Er war ein einflussreicher Vertreter des poststrukturalistischen Denkens, der vor allem für seine Analysen der Vermittlungs- und Kommunikationsweisen der Postmoderne bekannt ist.

## Leben
Der aus einfachen Verhältnissen stammende Baudrillard studierte zunächst Germanistik an der Sorbonne in Paris. Von 1958 bis 1966 war er Deutschlehrer an einer französischen Oberschule. Zugleich betätigte er sich als Literaturkritiker und Übersetzer (Friedrich Hölderlin, Friedrich Engels, Bertolt Brecht, Peter Weiss) und studierte Philosophie und Soziologie an der Universität Paris-Nanterre. 1968 promovierte er dort mit der von Henri Lefebvre betreuten Arbeit Le Système des Objets (Das System der Dinge). Im gleichen Jahr übernahm er einen Lehrstuhl für Soziologie an der Universität Paris-Nanterre. Von 1966 bis 1970 unterrichtete er als Maître Assistant und von 1970 bis 1972 als Maître de Conférences en Sociologie in Paris und erlebte dabei in Nanterre den Mai 1968.
Baudrillard sah sich selbst nicht als typischen Soziologen oder Philosophen: „Berufssoziologe wurde ich aus Opportunismus, so um das Jahr 1968. Damals war Soziologie die große Mode, und für mich erschloß sie die Möglichkeit einer akademischen Laufbahn: Ich verdiente damit besser. Ich fühle mich aber weder als Soziologe noch als philosophierender Philosoph. Allenfalls als Theoretiker. Als Metaphysiker, warum nicht.“
1976 erschien sein Hauptwerk Der symbolische Tausch und der Tod, das sich unter anderem auf Gedanken von Georges Bataille bezog. Die dort entworfene ‚Simulationstheorie‘ entwickelte er in zahlreichen kleineren Schriften weiter – darunter die im angloamerikanischen Raum einflussreiche Textsammlung Simulacres et Simulation (1981).
Im Jahr 1987 habilitierte er sich mit L’Autre par lui-même (Das Andere selbst), das sein bisheriges Denken noch einmal prägnant zusammenfasste. Von 1986 bis 1990 war er Directeur Scientifique (Wissenschaftlicher Direktor) am IRIS (Institut de Recherche et d’Information Socio-Économique) an der Université de Paris-IX Dauphine. 1995 erhielt er (zusammen mit Peter Greenaway) den Siemens-Medien-Preis. 2003 war er Fellow des Kollegs Friedrich Nietzsche.
Neben seiner Arbeit auf dem Gebiet der Philosophie widmete er sich auch der Fotografie. Jean Baudrillard starb am 6. März 2007 nach langer Krankheit in Paris.

## Denken

### Frühwerk
In seinen frühen Jahren war Baudrillard ein vergleichsweise typischer ‚linker französischer Intellektueller‘, der in Jean-Paul Sartres Zeitschrift Les temps modernes mitarbeitete und von Denkern wie seinem marxistischen Doktorvater Henri Lefebvre und den linksradikalen Situationisten beeinflusst wurde, aber auch durch Strukturalisten wie Roland Barthes und ethnologisch beeinflusste Soziologen wie Marcel Mauss und Georges Bataille.
Schon seine ersten Bücher befassen sich mit Kulturtheorie, Ökonomie und Sprachkritik, oft mit Bezügen zur aktuellen gesellschaftlichen Situation und provokanten oder zugespitzten Thesen als thematische Anknüpfungspunkte. Damit bewegte er sich im Umfeld sozialistischer Theorien, erweiterte diese jedoch durch ausgiebige Analysen der kulturellen Sphäre und der Konsumgesellschaft sowie durch den Versuch einer Verknüpfung von Materialismus und Strukturalismus, in dessen Zuge er Marx’ Kritik der politischen Ökonomie zeichentheoretisch interpretiert.
Um 1975 wendet er sich, beeinflusst durch die ethnologischen Studien von Marcel Mauss zum Gabentausch und von Bataille zur Verschwendung bzw. zum Potlatsch, dem Thema des „symbolischen Tausches“ zu. Fortan spielt der symbolische Tausch für Baudrillard die doppelte Rolle eines Gegenprinzips sowohl zur politischen Ökonomie des Kapitalismus wie auch zum marxistischen „Produktionsparadigma“, dessen Verhaftung im kapitalistischen Denken er in Le miroir de la production (1975) vehement kritisiert.
In Der symbolische Tausch und der Tod (1976) setzt Baudrillard diesen ethnologisch geprägten Ansatz fort, indem er die Todesriten außereuropäischer Kulturen mit der „Verdrängung des Todes“ in der westlichen Kultur vergleicht und dabei ein Verschwinden des symbolischen Tausches mit dem Tod konstatiert.

### Simulationstheorie
Der symbolische Tausch und der Tod enthält auch eine erste systematische Fassung seiner Simulationstheorie. Baudrillard unterscheidet drei Zeitalter des Zeichens bzw. „drei Ordnungen des Simulakrums“: Nach dem Zeitalter der „Imitation“ und demjenigen der „Produktion“ leben wir heute im Zeitalter der „Simulation“ – einem gesellschaftlichen Zustand, in dem Zeichen und Wirklichkeit zunehmend ununterscheidbar werden. Die Zeichen, so Baudrillard, haben sich von ihrem Bezeichneten gelöst und seien „referenzlos“ geworden. Die Zeichencodes der modernen Städte, der Werbung und der Medien gäben nur noch vor, entschlüsselbare Botschaften zu sein. In Wahrheit dagegen seien sie reiner Selbstzweck, mit dem das Gesamtsystem der Gesellschaft aufrechterhalten wird, damit „jeder an seinem Platz bleibt“. Die Zeichen „simulieren“ eine künstliche Realität als Hyperrealität, anstatt eine wirkliche Welt abzubilden.
Vorformen und Andeutungen dieser Idee hatte Baudrillard bereits in seinen vorherigen Schriften formuliert: In Das System der Dinge untersuchte er die Zeichenfunktion von Gebrauchsgegenständen, die längst wichtiger als ihre technische Funktion geworden sei. Konsumgüter existierten nicht primär als Gegenstände des Gebrauchs, sondern sie würden in ihrer ideellen Dimension als Zeichen für einen bestimmten Lebensstil konsumiert. Der Konsum, so schloss Baudrillard damals, sei eine absolut idealistische Praxis. Deren Sinn sei Substitution, die als praktizierter Hedonismus und Alternative zur Aufgabe individueller Wünsche genutzt werden könnte. Aber erst seit Der symbolische Tausch und der Tod sowie in zahlreichen darauf folgenden kleineren Schriften, z. B. Die Präzession der Simulacra (1978) oder Transparenz des Bösen (1990), wird das Konzept der Simulation zentral.
Die Entwicklung hin zur Simulation, die er auch als „strukturale Revolution des Werts“ bezeichnet, spiele sich parallel zu den Zeichen der Massenmedien auch im Bereich der Ökonomie ab. Dort entspreche ihr die Verselbständigung der Konsumtion auf Kosten der Produktion, oder die Verselbständigung des Tauschwerts auf Kosten des Gebrauchswerts. Baudrillard entwickelt somit, auch mit Bezug auf Ferdinand de Saussure und mit einer historisch-kritischen Analyse verschiedener Kulturstufen, eine Kritik der Marx’schen ökonomischen Theorien von außerhalb der Ökonomie.

### Medientheorie
Auch die medientheoretische Stoßrichtung der Simulationstheorie, die vor allem auf Massenmedien wie das Fernsehen gemünzt ist, hatte Baudrillard bereits in einer früheren Schrift, Requiem für die Medien (1972), vorgedacht. Darin wendet er sich unter anderem gegen die zeitgenössische Kritik der Medien als Instrument der Manipulation. Stattdessen entwickelt er sein Konzept der „Simulation“ als Alternative zu den klassischen Manipulationsmodellen. In Requiem für die Medien zeichnet Baudrillard ein kritisches Bild der Massenmedien, deren Apparaturen dazu dienten, Kommunikationsprozesse hierarchisch zu vereinseitigen, anstatt sie zu befördern: „… die Medien sind dasjenige, welches die Antwort für immer versagt, das, was jeden Tauschprozess verunmöglicht, es sei denn in Form der Simulation einer Antwort, die selbst in den Sendeprozess integriert ist.“
Anknüpfend an Marshall McLuhans Werk The Medium is the Massage („Das Medium ist die Massage“) betont Baudrillard gegen Hans Magnus Enzensberger und dessen Aufsatz Baukasten zu einer Theorie der Medien (1970) gerichtet, dass es unmöglich sei, Massenmedien kritisch zu verwenden. Baudrillard spricht in diesem Zusammenhang von einer medialen „Rede ohne Antwort“, durch welche die eigene Tätigkeit der Konsumenten behindert würde.

### Terrorismus
In den 1980er und 1990er Jahren beherrschen Reflexionen über das scheinbare „Ende der Geschichte“ und das Verschwinden des Ereignisses hinter der Simulation das Denken Baudrillards (Das Jahr 2000 findet nicht statt, 1984; Die Illusion des Endes oder Der Streik der Ereignisse, 1992). Selbst der Krieg sei – als Ereignis und konfrontative Herausforderung – „verschwunden“, wie Baudrillard in seinen kontrovers aufgenommenen Analysen zum Golfkrieg 1991 folgert.
Die Islamische Revolution im Iran begrüßte er, sie sei ein Beweis von Lebenskraft:

„(Der Iran) stellt die einzige aktive Kraft dar, die das strategische Monopol und den Terrorismus der zwei Großmächte herausfordert … Es spielt keine Rolle, ob um den Preis von religiösem Fanatismus, moralischem Terrorismus oder auch nur gewöhnlicher Barbarei. Zweifellos kann nur die rituelle, keineswegs nur archaische Gewalt, die Gewalt einer Religion, eines Tribalismus, welche die Modelle der westlichen Welt ablehnt, eine solche Herausforderung der Weltordnung darstellen.“

Eine Reaktion gegen die Simulation sieht er jedoch im Terrorismus, den er bereits in den 1970er Jahren anlässlich der Todesnacht von Stammheim untersucht hatte. In den Anschlägen vom 11. September 2001 schließlich erblickt er einen Verweis auf das Ereignis als solches, einen Versuch, durch das „reine Ereignis“ den Zirkel der Simulation zu durchbrechen, indem es dem System die „symbolische Gabe des Todes“ vergelte und es damit selbst – der Logik des Gabentauschs folgend – zu einer Art Selbstmord zwinge: „Die terroristische Hypothese heißt, dass sich das System in Beantwortung der vielfachen Herausforderung des Todes und des Selbstmordes selbst umbringt.“
In seinen Analysen der Terroranschläge betont Baudrillard zugleich aber auch, dass der Terrorismus „keine zeitgenössische Form der Revolution gegen Unterdrückung und Kapitalismus“ darstelle und nicht zu rechtfertigen sei. In einem Interview mit dem Spiegel analysiert er den Terrorismus außerdem als fatale, unausweichliche Reaktion auf das Machtungleichgewicht der Globalisierung. Den dadurch losgetretenen Konflikt bezeichnet er als „Vierten Weltkrieg“ – einen Krieg „der Gattung Mensch mit sich selbst“, der im Unterschied zum „Dritten Weltkrieg“, dem Kalten Krieg, ein entgrenzter, asymmetrischer und unkontrollierbarer Krieg sei, der nicht mehr eindeutig gewonnen werden kann.

### Amerika
Das Leben Baudrillards wurde stark von seinem Verhältnis zu den Vereinigten Staaten geprägt, das man als kritische Distanz bezeichnen könnte. In Amerika reflektiert er die Erlebnisse seiner Reiseerfahrungen in das Land. Einerseits zog ihn die Gesellschaft dort an, andererseits kritisiert er sie als „vollendet primitive Originalversion einer Modernität“. Zugleich jedoch beschrieb er dasselbe Amerika als „Paradies“, von dem er sagte: „Mag es auch beklagenswert, monoton und oberflächlich sein, es gibt kein anderes.“

## Rezeption
Der US-amerikanische Ökonom Jeremy Rifkin bezieht sich auf Baudrillard und interpretiert dessen Aussagen wie folgt: Menschen, die sich als autonomes Individuum verstehen, werden langsam zum Anachronismus. Der neue Mensch verstehe sich eher als Knoten unterschiedlichster Beziehungen. Baudrillard schreibt: „Wir existieren nicht mehr länger als Subjekte, sondern eher als Terminal, in dem zahlreiche Netze zusammenlaufen.“
Der Schweizer Komponist Alfons Karl Zwicker komponierte eine Hommage à Jean Baudrillard (2010) für Ensemble.

### Kritik
Baudrillards These vom Ende der Geschichte in der Simulation bildete Anlass zu zahlreichen Ein- und Widersprüchen. Vor allem seine Deutungen der Terroranschläge von New York und Washington als „Mutter aller Medienereignisse“ überzogen ihn mit starker Kritik, ebenso wie seine provokante Behauptung einige Jahre zuvor, „der Golfkrieg hat nicht stattgefunden“.
Auch sein oftmals assoziativer und unsauberer Stil brachte Baudrillard den Vorwurf mangelnder Wissenschaftlichkeit ein. So verwendete er oftmals mathematisch-physikalische Begriffe wie Raum-Zeit, Paralleluniversum, Möbiusband etc. in einer Weise, die nicht dem Verständnis in der Mathematik oder Physik entspricht. Die Naturwissenschaftler Alan Sokal und Jean Bricmont bezeichneten sein Werk, wie das einer ganzen Reihe anderer postmoderner und poststrukturalistischer Philosophen, als „Eleganten Unsinn“ (vgl. auch Sokal-Affäre). Noch in den späten 1970ern wurde Baudrillards Denken, auch aufgrund seiner zum Teil gewagten Thesen, bisweilen mit Science-Fiction verglichen.

### Auszeichnungen
Baudrillard war Preisträger des mit 100.000 DM dotierten Siemens Medienkunstpreises 1995, der in Kooperation mit dem ZKM verliehen wurde.

## Schriften (Auswahl)
Essais, Reden
- Agonie des Realen (Internationale marxistische Diskussion; Band 81). Merve Verlag, Berlin 1978, ISBN 3-920986-99-7.
- Heidrun Hesse (Red.): Der Tod der Moderne. Eine Diskussion. Konkursbuchverlag, Tübingen 1983, ISBN 3-88769-015-X.
- Laßt euch nicht verführen (Merve; Band 112). Merve Verlag, Berlin 1983, ISBN 3-88396-032-2.[20]
- Die göttliche Linke. Chronik der Jahre 1977–1984 (Debatte; Band 18). Matthes & Seitz, München 1986, ISBN 3-88221-362-0.
- Paradoxe Kommunikation. Vortrag im Kunstmuseum Bern, 5. Februar 1989. Benteli, Bern 1989, ISBN 3-7165-0660-5.
- Videowelt und fraktales Subjekt. In: Ars Electronica (Hrsg.): Philosophien der neuen Technologie (Internationaler Merve-Diskurs; Band 146). Merve Verlag, Berlin 1989, ISBN 3-88396-066-7.
- La transparence du mal. Essai sur les phénomènes extrèmes. Édition Galilée, Paris 1991, ISBN 2-7186-0363-1.
  - deutsch: Transparenz des Bösen. Ein Essay über extreme Phänomene (Internationales Merve Diskurs; Band 169). Merve Verlag, Berlin 1992, ISBN 3-88396-098-5.
- Die Freiheit als Opfer der Information oder Das Temesvar-Syndrom. In: Dieter W Portmann (Hrsg.): Zeichen der Freiheit. Vorträge im Kunstmuseum Bern 1991. Venteli, Bern 1992, ISBN 3-7165-0864-0.
- Der reine Terror. Ein Gespräch mit Eckhard Hammel. In: Der reine Terror. Gewalt von rechts. (Passagen-Heft; Band 9). Passagen-Verlag, Wien 1993, ISBN 3-85165-083-2.
- De la marchandise absolue.
  - deutsch: Von der absoluten Ware. In: Martin Schwander (Hrsg.): Andy Warhol. Paintings 1960–1986. Hatje, Stuttgart 1995, ISBN 3-267-00108-0 (Katalog der gleichnamigen Ausstellung Kunstmuseum Luzern, 9. Juli bis 24. September 1995).
- L’esprit du terrorisme. Édition Galilée, Paris 2002, ISBN 2-7186-0585-5.
  - deutsch: Der Geist des Terrorismus. 2. Auflage. Passagen Verlag, Wien 2003, ISBN 3-85165-610-5.

Monographien
- Le système des objets. Gallimard, Paris 1991, ISBN 2-07-028386-0 (EA Paris 1968)
  - deutsch: Das System der Dinge. Über unser Verhältnis zu den alltäglichen Gegenständen. 3. Auflage. Campus-Verlag, Frankfurt am Main 2007, ISBN 978-3-593-38470-2 (früherer Titel: Das Ding und das Ich. Gespräch mit der täglichen Umwelt. Europaverlag, Wien, 1974.)
- La société de consommation. Ses mythes, ses structures. Gallimard, Paris 2009, ISBN 978-2-07-032349-4 (EA Paris 1970).
  - deutsch: Die Konsumgesellschaft. Ihre Mythen, ihre Strukturen (Konsumsoziologie und Massenkultur). Springer, Wiesbaden 2014, ISBN 978-3-658-00540-5.
- Pour une critique de l’économie politique du signe (Collection Tel; Band 12). Gallimard, Paris 1986, ISBN 2-07-029614-8 (EA Paris 1972).
  - deutsch (Auszug): Requiem für die Medien. In: Claus Pias (Hrsg.): Kursbuch Medienkultur. Die maßgeblichen Theorien von Brecht bis Baudrillard. 4. Auflage. DVA, Stuttgart 2002, ISBN 3-421-05310-3, S. 279–300.[21]
- Le miroir de la production ou l’illusion critique du matérialisme historique. Éditions Galilée, Paris 1985, ISBN 2-7186-0287-2 (EA Paris 1973).
- L’échange symbolique et la mort. Gallimard, Paris 1976, ISBN 2-07-029347-5.
  - deutsch: Der symbolische Tausch und der Tod. Matthes & Seitz, Berlin 2022, ISBN 978-3-7518-0309-0 (EA München 1976).
- Oublier Foucault (Léspace critique). Éditions Galilée, Paris 1977.
  - deutsch: Oublier Foucault. 2. Auflage. Raben-Verlag, München 1983, ISBN 3-922696-42-2 (EA München 1977).
- Kool Killer ou l’insurrection par les signes.
  - deutsch: Kool Killer oder Der Aufstand der Zeichen (Internationale marxistische Diskussion; BD. 79). Merve Verlag, Berlin 1978, ISBN 3-920986-98-9.
- Simulacres et Simulation. Éditions Galilée, Paris 1981, ISBN 2-7186-0210-4.
  - englisch: Simulacra & Simulation. University of Michigan Press, Michigan 1994, ISBN 0-472-09521-8.
- Les stratégies fatales. Grasset & Fasquelle, Paris 1983, ISBN 2-246-28601-8.
  - deutsch: Die fatalen Strategien (Debatte; Band 11). Matthes & Seitz, München 1985, ISBN 3-88221-354-X (mit einem Anhang von Oswald Wiener).
- L’autre par lui même. Éditions Galilée, Paris 1987, ISBN 2-7186-0307-0.
  - deutsch: Das Andere selbst (Edition Passagen; Band 15). Passagen-Verlag, Wien 1994, ISBN 3-85165-120-0 (zugl. Habilitationsschrift 1987).
- Amérique. Grasset, Paris 1984, ISBN 2-246-34381-X.
  - deutsch: Amerika. Matthes & Seitz, München 2004, ISBN 3-88221-371-X (EA München 1987).
- Cool memories.
  - deutsch: Cool memories. Matthes & Seitz, München 1989 ff. (5 Bde.)

1. 1980–1985. 1989, ISBN 3-88221-248-9.
2. 1985–1990. 1990,
3. 1990–1995. 1995,
4. 1995–2000. 2003,
5. 2000–2004. 2007

- L’an 2000 ne passera pas.
  - deutsch: Das Jahr 2000 findet nicht statt (Internationaler Merve Diskurs; Band 156). Merve Verlag, Berlin 1990, ISBN 3-88396-076-4.
- De la séduction. Denoël, Paris 1989, ISBN 2-07-032465-6.
  - deutsch: Von der Verführung (Batterien/N.F.; Band 12). Matthes & Seitz, Berlin 2012, ISBN 978-3-88221-659-2 (EA München 1992).[22]
- L’illusion de la fin. Édition Galilée, Paris 1992, ISBN 2-7186-0411-5.
  - deutsch: Die Illusion des Endes oder der Streik der Ereignisse. Merve Verlag, Berlin 1994, ISBN 3-88396-116-7.
- Le crime parfait. Édition Galilée, Paris 1995, ISBN 2-7186-0448-4.
  - deutsch: Das perfekte Verbrechen. Matthes & Seitz, München 1996, ISBN 3-88221-274-8.
- L’échange impossible. Édition Galilée, Paris 1999, ISBN 2-7186-0521-9.
  - deutsch: Der unmögliche Tausch. Merve Verlag, Berlin 2000, ISBN 3-88396-161-2.
- Mots de passe. Pauvert, Paris 2000, ISBN 2-7202-1398-5.
  - deutsch: Paßwörter (Internationaler Merve Diskurs; Band 246). Merve Verlag, Berlin 2002, ISBN 3-88396-179-5.
- Le paroxyste indifférent. Grasset, Paris 1997, ISBN 2-246-53071-7.
  - deutsch: Paroxysmus. Passagen Verlag, Wien 2002, ISBN 3-85165-521-4 (übersetzt von Jonas Maatsch).
- mit Jean Nouvel: Les objets singuliers. Architecture et philosophie. Arléa, Paris 2013, ISBN 978-2-36308-010-3 (EA Paris 2001).
  - deutsch: Einzigartige Objekte. Architektur und Philosophie. Passagen Verlag, Wien 2004, ISBN 3-85165-589-3 (übersetzt von Eva Werth).
- Le Pacte de lucidité ou l’intelligence du Mal. édition Galilée, Paris 2004, ISBN 2-7186-0649-5.
  - deutsch: Die Intelligenz des Bösen. Passagen Verlag, Wien 2006, ISBN 3-85165-745-4 (übersetzt von Christian Winterhalter).
- mit Enrique Valiente Noailles: Les Exilés du dialogue. Édition Galilée, Paris 2005, ISBN 2-7186-0655-X.
  - deutsch: Gesprächsflüchtlinge. Passagen Verlag, Wien 2007, ISBN 978-3-85165-780-7 (übersetzt von Richard Steurer).
- Pourquoi tout n’a-t-il pas déjà disparu? L’Herne, Paris 2007, ISBN 978-2-85197-679-6.
  - deutsch: Warum ist nicht alles schon verschwunden? Matthes & Seitz, Berlin 2008, ISBN 978-3-88221-720-9 (übersetzt von Markus Sedlaczek).
- A l’ombre des majorités silencieuses ou la fin du social. Denoël Gonthier, Paris 1982, ISBN 2-282-30226-5.
  - deutsch: Im Schatten der schweigenden Mehrheiten oder das Ende des Sozialen. Matthes & Seitz, Berlin 2010, ISBN 978-3-88221-693-6.

## Audio
- mit Boris Groys: Die Illusion des Endes, Das Ende der Illusion. Supposé, Köln 1997, ISBN 3-932513-01-0
- Die Macht der Verführung. Konzeption/Regie: Thomas Knoefel. Erzähler: Jean Baudrillard. supposé, Köln 2006, ISBN 978-3-932513-67-1